# Agulla arnaudi
Agulla (Agulla) arnaudi is een kameelhalsvliegensoort uit de familie van de Raphidiidae. De soort komt voor in het zuidwesten van de Verenigde Staten en het noordwesten van Mexico.
Agulla (Agulla) arnaudi werd voor het eerst wetenschappelijk beschreven door U. Aspöck in 1973.